# 松原深海鯆魮
松原深海鯆魮（学名：Bathyraja matsubarai），又名松原深海鰩、魴仔，为鯆魮科深海鰩屬下的一个种。